# Hōrai-Brücke
Die Hōrai-Brücke (japanisch 蓬萊橋) ist eine hölzerne Fußgängerbrücke über den Fluss Ōi im Ort Shimada in der Präfektur Shizuoka auf der Insel Honshū in Japan.
Die 1879 gebaute Pfahljochbrücke ist 897,42 m lang und 2,7 m breit und damit eine der längsten Holzbrücken der Welt.
Sie steht auf der Tōkaidō genannten Post- und Handelsstraße, die in der Edo-Zeit (1603–1868) den Regierungssitz des Tokugawa-Shogunats Edo (das heutige Tokio) mit der kaiserlichen Hauptstadt Kyōto verband. Das Tokugawa-Shōgunat verbot jedoch aus Sicherheitsgründen den Bau von Brücken über bedeutende Flüsse. Im Falle des Ōi waren sogar Fähren nicht erlaubt, so dass Reisende den Fluss entweder zu Pferd oder auf Schultern getragenen Sänften überqueren mussten. Aus diesem Grund konnten dort Brücken erst zu Beginn der Meiji-Zeit (1868–1912) errichtet werden.
1965 wurden die ursprünglichen Holzpfeiler durch Betonpfeiler ersetzt.